# The Fray (album)
The Fray is het tweede album van The Fray, een rockband uit Denver, Colorado. Het is uitgebracht op 3 februari 2009. De eerste single van het album is "You Found Me", uitgebracht op 20 november 2008. Dit gebeurde tijdens de reclame van de populaire televisieserie Grey's Anatomy op de zender ABC in de Verenigde Staten.

## Achtergrondinformatie
Het album was al klaar aan het eind van juli 2008. Het album is geproduceerd door Aaron Johnson en Mike Flynn (producer), hetzelfde duo dat hun debuutalbum How to Save a Life heeft geproduceerd. De band speelde het nummer "You Found Me" tijdens de American Music Awards op 23 november 2008. Een documentaire, genaamd 'Fair Fight', zal worden verkocht samen met de eerste 300.000 albums. De groep bracht de single ook ten gehore in The Jimmy Kimmel Show, Good Morning America en tijdens een clubtour als voorproefje van het nieuwe album in het begin van januari 2009. Tevens zal The Fray op de cover staan van het novemberexemplaar van Denver Magazine, waar het nieuwe album ook centraal zal staan.

## Tracklist
1. "Syndicate" — 03:31
2. "Absolute" — 03:47
3. "You Found Me" — 04:04
4. "Say When" — 05:02
5. "Never Say Never" — 04:16
6. "Where the Story Ends" — 03:57
7. "Enough For Now" — 04:14
8. "Ungodly Hour" — 05:04
9. "We Build Then We Break" — 03:48
10. "Happiness" — 05:22

### iTunes Bonus Tracks
1. "Fair Fight"
2. "Uncertainty"

### Deluxe Editie iTunes Bonus Tracks
1. "Where the Story Ends" (Piano Version)
2. "Absolute" (Acoustic Version)
3. "You Found Me" (Acoustic Version)
4. "Enough For Now" (Acoustic Version)
5. "Fair Fight"
6. "Uncertainty"
7. "You Found Me" (Video)
8. "You Found Me" (Making the Video)
9. "Making the Album"(Video)

## Hitnotering
| "The Fray" in de Nederlandse Album Top 100 - binnen: 28-03-2009 | "The Fray" in de Nederlandse Album Top 100 - binnen: 28-03-2009 | "The Fray" in de Nederlandse Album Top 100 - binnen: 28-03-2009 | "The Fray" in de Nederlandse Album Top 100 - binnen: 28-03-2009 |
| Week                                                            | 01                                                              | 02                                                              |                                                                 |
| --------------------------------------------------------------- | --------------------------------------------------------------- | --------------------------------------------------------------- | --------------------------------------------------------------- |
| Nummer                                                          | 54                                                              | 84                                                              | uit                                                             |